# Nicola Marschall

Marschall fue el diseñador de la primera bandera de los Estados Confederados de América.

Nicola Marschall (Sankt Wendel, 16 de marzo de 1829 - Louisville, 24 de febrero de 1917) fue un artista germano-estadounidense que apoyó la causa confederada durante la guerra civil estadounidense. Diseñó la bandera confederada original, la "Stars and Bars", así como el uniforme gris oficial del ejército confederado.

## Biografía
Marschall nació en Sankt Wendel, Sarre, el 16 de marzo de 1829, en el seno de una rica familia prusiana de comerciantes de tabaco. Veinte años más tarde, en 1849, Marschall emigró a Estados Unidos por Nueva Orleans, Luisiana, y se instaló en la casa de un pariente en Mobile, Alabama.
En 1851, Marschall se mudó a Marion, donde comenzó a enseñar arte, primero en su estudio de retratos y luego en el Seminario Femenino de Marion. Durante ese tiempo, regresó brevemente a Alemania para mejorar su técnica artística.
Mary Clay Lockett, esposa del destacado abogado de Marion, Napoleon Lockett, solicitó a Marschall que participara en el concurso para crear una nueva bandera que representara a los Estados Confederados de América. El diseño de Marschall se convirtió en la primera bandera confederada, izada por primera vez en Montgomery el 4 de marzo de 1861. Durante la Guerra Civil, Marschall sirvió en el Segundo Regimiento de Tropas de Ingenieros Confederados, bajo el mando de Samuel Lockett. Después de la guerra, regresó a Marion y se casó con Martha Eliza Marshall.
Durante su carrera, Marschall pintó retratos de Jefferson Davis, Abraham Lincoln, Otto von Bismarck, varias familias sureñas y soldados confederados y de la Unión. Fue uno de los pocos que pudo hacer que Nathan Bedford Forrest posara para él. Además, hizo muchos paisajes y pinturas religiosas. Se sabía que firmaba y fechaba sus retratos con un bolígrafo, mientras la pintura aún estaba húmeda, en la parte inferior derecha del retrato.
Debido a la depresión económica en el sur después de la guerra, Marschall regresó a Mobile en 1872. En 1873, él y su familia se mudaron a Louisville, Kentucky, ya que sus amigos le dijeron que sería un lugar más fácil para obtener encargos para hacer retratos. En la Exposición Universal del Centenario en Filadelfia en 1876, ganó una medalla por sus retratos.
En 1908, Marschall dejó de trabajar en retratos. Falleció el 24 de febrero de 1917 en Louisville, Kentucky. Sus restos están enterrados en el cementerio de Cave Hill.

## Galería

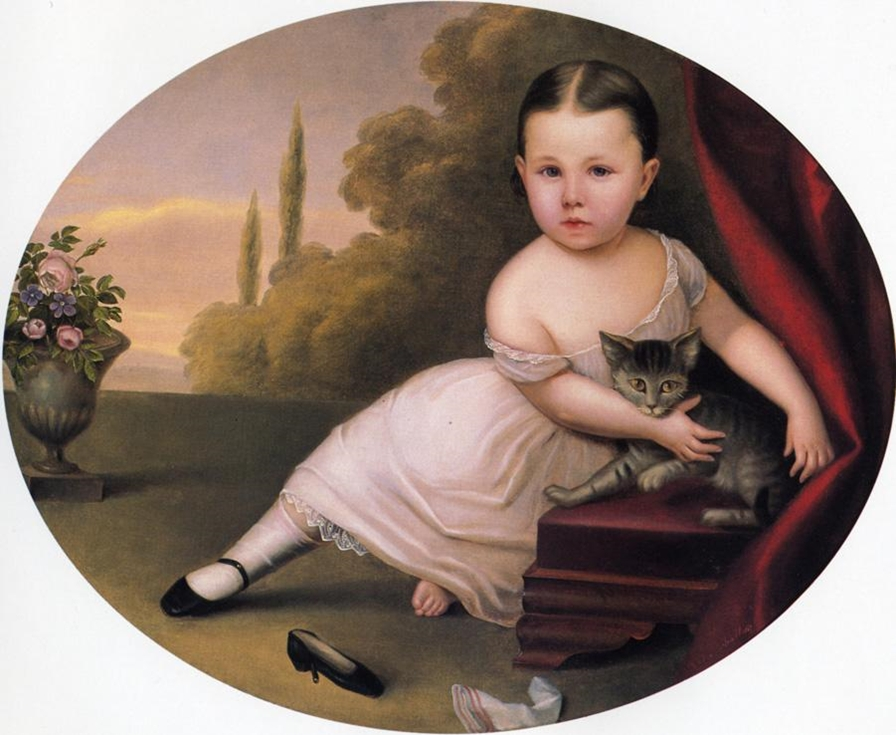
Young Girl with Cat, 1859
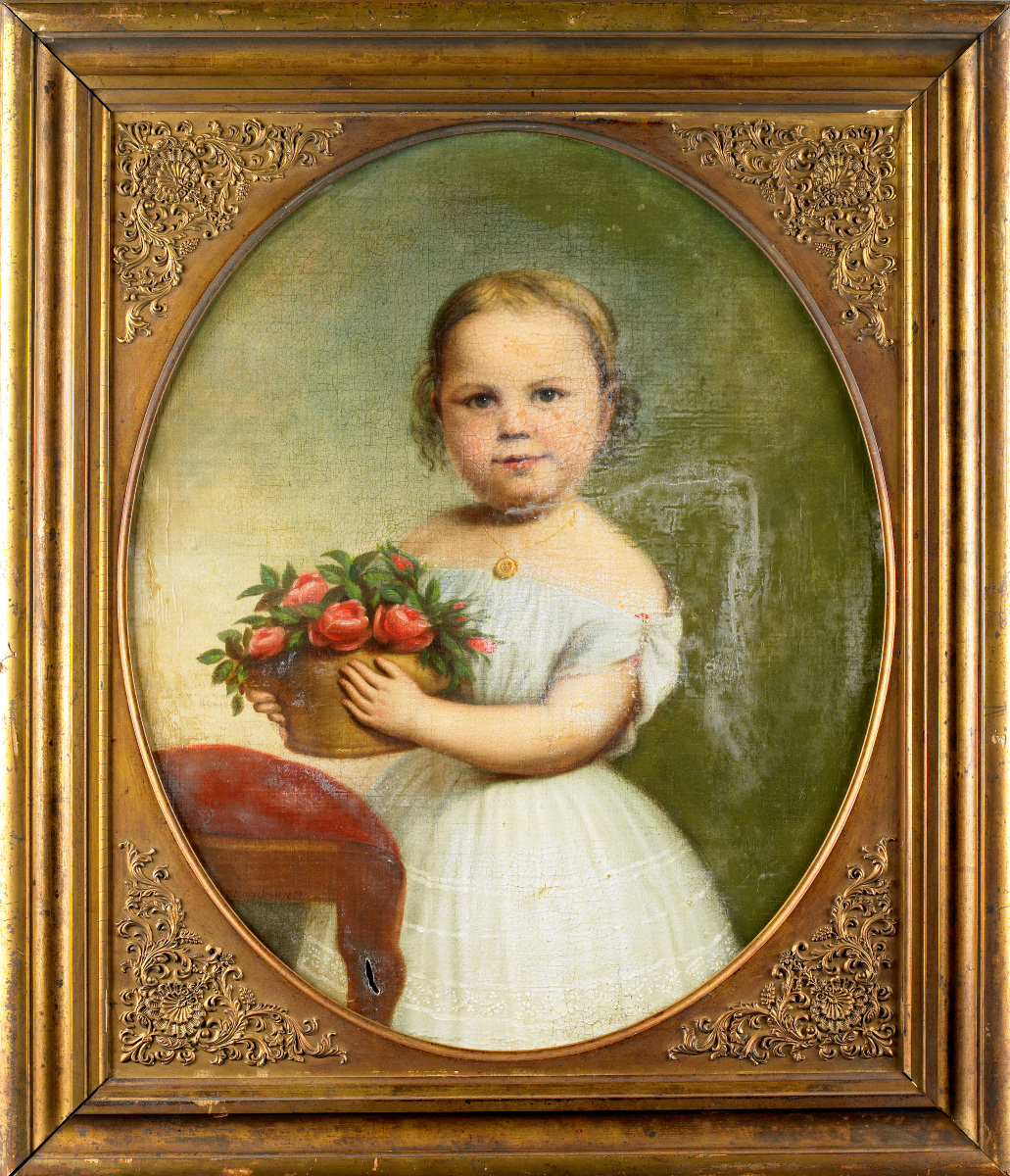
Mary Susan Robins, 1859
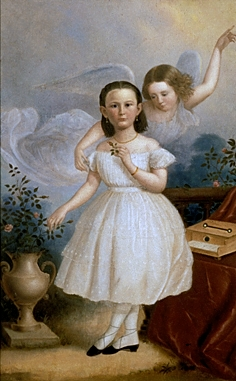
The Hale Child, 1863
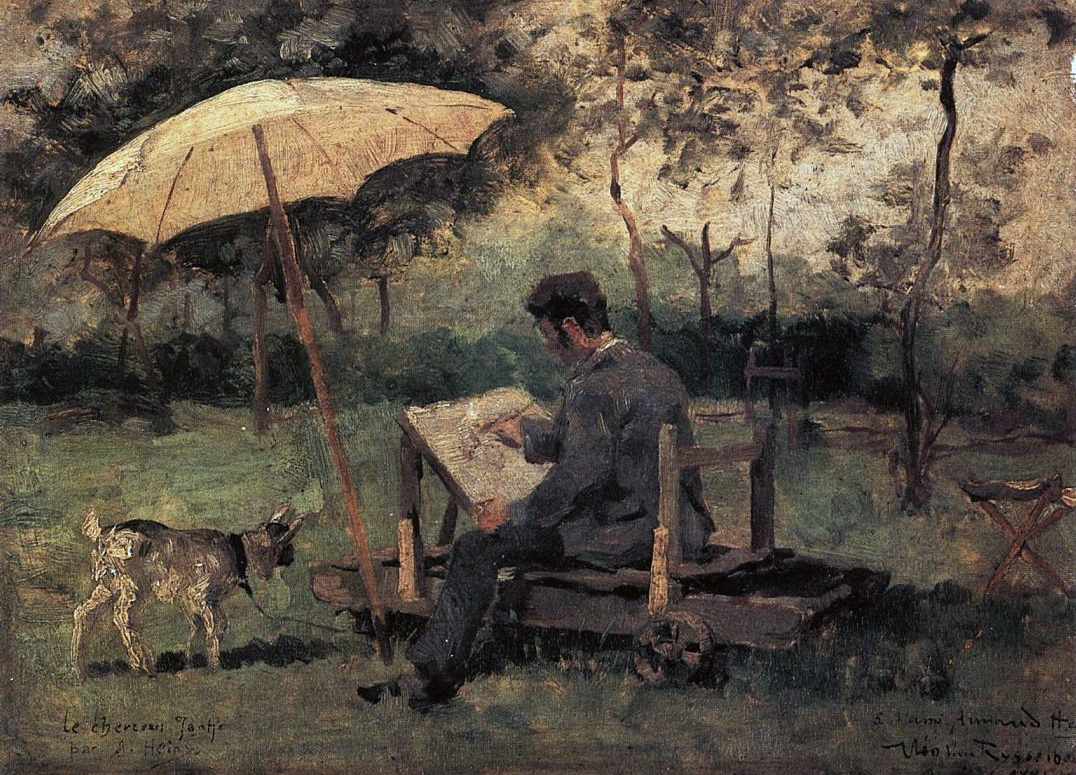
Nicola Marschall, 1881
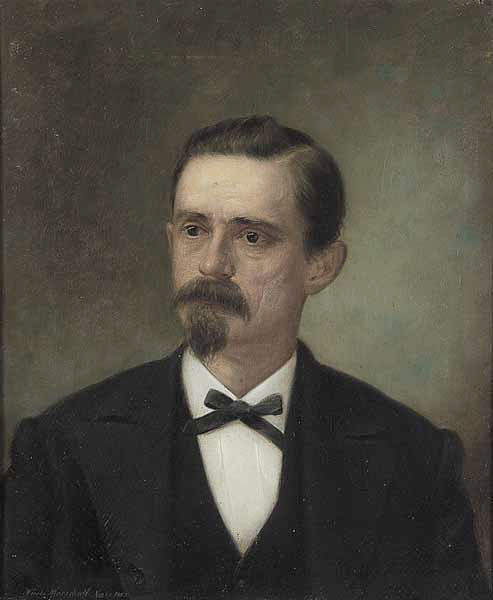
Napoleon Lockett, 1883